# 1989 год в кино

## Фильмы

### Мировое кино
- «Аптечный ковбой»/Drugstore Cowboy, США (реж. Гас Ван Сент)
- «Банкир»/The Banker, США (реж. Уильям Уэбб)
- «Бездна»/The Abyss, США (реж. Джеймс Кэмерон)
- «Безумная»/I, Madman, США (реж. Тибор Такач)
- «Бэтмен»/Batman, США (реж. Тим Бёртон)
- «В лунную ночь»/In Una Notte Di Chiaro Di Luna, Италия-Франция (реж. Лина Вертмюллер)
- «Вальмон»/Valmont, США (реж. Милош Форман)
- «Вешние воды»/Torrents of Spring, США (реж. Ежи Сколимовский)
- «Взаперти»/Lock Up, США (реж. Джон М. Флинн)
- «Военные потери»/Casualties of War, США (реж. Брайан Де Пальма)
- «Возвращение болотной твари»/The Return Of Swamp Thing, США (реж. Джим Уайнорски)
- «Возвращение мушкетёров»/The Return Of The Three Musketeers, Великобритания-Франция-Испания (реж. Ричард Лестер)
- «Война Роузов»/The War of the Roses, США (реж. Дэнни Де Вито)
- «Враги. История любви»/Enemies. A Love Story, США (реж. Пол Мазурски)
- «Врата в преисподнюю»/Le Porte dell’Inferno, Италия (реж. Умберто Ленци)
- «Всегда»/Always, США (реж. Стивен Спилберг)
- «Генрих V»/Henry V, Великобритания (реж. Кеннет Брана)
- «Гепард»/Cheetah, США (реж. Джефф Блит)
- «Глубинная звезда номер 6»/DeepStar Six, США (реж. Шон Каннингем)
- «Гомер и Эдди»/Homer And Eddie, США (реж. Андрей Кончаловский)
- «Гороскоп Иисуса Христа»/Jézus Krisztus horoszkópja, Венгрия (реж. Миклош Янчо)
- «Доктор с чужой планеты»/Dr. Alien, США (реж. David DeCoteau)
- «До мозга костей»/Skin Deep, США (реж. Блейк Эдвардс)
- «Жестокий полицейский»/その男、凶暴につき, Япония (реж. Такэси Китано)
- «Забыть Палермо»/Dimenticare Palermo, Италия-Франция (реж. Франческо Рози)
- «Запретная тема»/Kinjite — Forbidden Subjects, США (реж. Джей Ли Томпсон)
- «Звёздный путь 5: Последний рубеж»/Star Trek V: The Final Frontier, США (реж. Уильям Шетнер)
- «Зона скорости»/Speed Zone, США (реж. Джим Дрейк)
- «Иисус из Монреаля»/Jésus de Montréal, Канада-Франция (реж. Дени Аркан)
- «Индиана Джонс и последний крестовый поход»/Indiana Jones and the Last Crusade, США (реж. Стивен Спилберг)
- «История служанки»/The Handmaid’s Tale, США (реж. Фолькер Шлёндорф)
- «Киборг»/Cyborg, США (реж. Альберт Пьюн)
- «Колодец смерти»/The Dead Pit, США (реж. Бретт Леонард)
- «Кофе и сигареты, мемфисская версия»/Coffee and Cigarettes, Memphis Version, США (реж. Джим Джармуш)
- «Красавчик Джонни»/Johnny Handsome, США (реж. Уолтер Хилл)
- «Крёстный отец из Кантона»/奇蹟, Гонконг (реж. Джеки Чан)
- «Левиафан»/Leviathan, США (реж. Джордж Пан Косматос)
- «Ленинградские ковбои едут в Америку»/Leningrad Cowboys Go America, Швеция-Финляндия (реж. Аки Каурисмяки)
- «Лицензия на убийство»/Licence To Kill, Великобритания-США (реж. Джон Глен)
- «Мои ночи прекраснее ваших дней»/Mes nuits sont plus belles que vos jours, Франция (реж. Анджей Жулавский)
- «Мы не ангелы»/We’re no angels, США (реж. Нил Джордан)
- «Наёмный убийца»/喋血双雄, Гонконг (реж. Джон Ву)
- «Назад в будущее 2»/Back To The Future 2, США (реж. Роберт Земекис)
- «Невероятная истина»/The Unbelievable Truth, США (реж. Хэл Хартли)
- «Невеста реаниматора»/Bride Of Re-Animator, США (реж. Брайан Юзна)
- «Нью-йоркские истории»/New York Stories, США (реж. Мартин Скорсезе, Фрэнсис Форд Коппола, Вуди Аллен)
- «Общество»/Society, США (реж. Брайан Юзна)
- «Общество мёртвых поэтов»/Dead Poets Society, США (реж. Питер Уир)
- «Паганини»/Paganini, Италия-Франция (реж. Клаус Кински)
- «Плюшка»/Cookie, США (реж. Сьюзен Зейделман)
- «Повар, вор, его жена и её любовник»/The Cook, The Thief, His Wife, And Her Lover, Великобритания-Франция (реж. Питер Гринуэй)
- «Познакомьтесь с Фиблами»/Meet the Feebles, Новая Зеландия (реж. Питер Джексон)
- «Поток»/Slipstream, Великобритания, (реж. Стивен Лисбергер)
- «Преследователь кошек»/Cat Chaser, США (реж. Абель Феррара)
- «Преступления и проступки»/Crimes And Misdemeanors, США (реж. Вуди Аллен)
- «Радуга»/The Rainbow, Великобритания (реж. Кен Расселл)
- «Роджер и я»/Roger & Me, документальный, США (реж. Майкл Мур)
- «Родители»/Parenthood, США (реж. Рон Ховард)
- «Родственники»/Cousins, США (реж. Джоэл Шумахер)
- «Рождённый четвёртого июля»/Born on the Fourth of July, США (реж. Оливер Стоун)
- «Розовый кадиллак»/Pink Cadillac, США (реж. Бадди Ван Хорн)
- «Русалочка»/The Little Mermaid, мультфильм, США (реж. Рон Клементс)
- «Секс, ложь и видео»/Sex, Lies, and Videotape, США (реж. Стивен Содерберг)
- «Семейный бизнес»/Family Business, США (реж. Сидни Люмет)
- «Скандал»/Scandal, Великобритания, (реж. Майкл Кейтон-Джонс)
- «Слава»/Glory, США (реж. Эдвард Цвик)
- «Сладкоголосая птица юности»/Sweet Bird Of Youth, США (реж. Николас Джек Роуг)
- «Слишком красива для тебя»/Trop Belle Pour Toi, Франция (реж. Бертран Блие)
- «Смертельное оружие 2»/Lethal Weapon 2, США, (реж. Ричард Доннер)
- «Создатели тени»/Fat Man And Little Boy, США (реж. Ролан Жоффе)
- «Собор»/La Chiesa, Италия (реж. Микеле Соави)
- «Страна»/In Country, США (реж. Норман Джуисон)
- «Таинственный поезд»/Mystery Train, США-Япония (реж. Джим Джармуш)
- «Танго и Кэш»/Tango And Cash, США (реж. Андрей Кончаловский)
- «Три беглеца»/Three Fugitives, США (реж. Франсис Вебер)
- «Тысячелетие»/Millennium, США (реж. Майкл Андерсон)
- «Узы родства»/Immediate Family, США (реж. Джонатан Каплан)
- «Чаттахучи»/Chattahoochee, США (реж. Мик Джексон)
- «Чёрный дождь»/Black Rain, США (реж. Ридли Скотт)
- «Электрошок»/Shocker, США (реж. Уэс Крэйвен)
- «Эрик-викинг»/Erik the Viking, Великобритания-США-Швеция (реж. Терри Джонс)

### Советское кино

#### Фильмы Азербайджанской ССР
- «Контакт», (реж. Джахангир Зейналлы), в главной роли актёр театра и кино Ильгар Гасанов
- «Пригласительный», (реж. Айдын Дадашев)
- «Родные берега», (реж. Абдул Махмудов)

#### Фильмы БССР
- «Его батальон»
- «Записки Самсона Самосуя»
- «Круглянский мост», (реж. Александр Мороз)
- «На железной дороге»
- «Не покидай…», (реж. Леонид Нечаев)
- «Не понимаю», (реж. Наталья Шилок)
- «Несрочная весна», (реж. Владимир Толкачиков)
- «Под небом голубым…»
- «Под ступеньками»
- «Романтик»
- «Степан Сергеевич»
- «Тётя Маруся»

#### Фильмы Грузинской ССР
- «Бесаме», (реж. Нино Ахвледиани)
- «Одинокий охотник», (реж. Кети Долидзе)
- «Операция Вундерланд», (реж. Отар Коберидзе)
- «Праздник ожидания праздника», (реж. Лейла Горделадзе)

#### Фильмы Казахской ССР
- «Влюблённая рыбка», (реж. Абай Карпыков)
- «Месть», (реж. Ермек Шинарбаев)

#### Фильмы РСФСР
- «А был ли Каротин?», (реж. Геннадий Полока)
- «Авария — дочь мента», (реж. Михаил Туманишвили)
- «Беспредел», (реж. Игорь Гостев)
- «Биндюжник и Король», (реж. Владимир Алеников)
- «Бродячий автобус», (реж. Иосиф Хейфиц)
- «Бумажные глаза Пришвина», (реж. Валерий Огородников)
- «В городе Сочи тёмные ночи», (реж. Василий Пичул)
- «Визит дамы», (реж. Михаил Козаков)
- «Вход в лабиринт», (реж. Валерий Кремнёв)
- «Две стрелы. Детектив каменного века», (реж. Алла Сурикова)
- «До первой крови», (реж. Владимир Фокин)
- «Дон Сезар де Базан», (реж. Ян Фрид)
- «Замри — умри — воскресни!», (реж. Виталий Каневский)
- «Идеальное преступление», (реж. Игорь Вознесенский)
- «Казённый дом», (реж. Альберт Мкртчян)
- «Камышовый рай», (реж. Елена Цыплакова)
- «Канувшее время», (реж. Соломон Шустер)
- «Караул», (реж. Александр Рогожкин)
- «Клоунада», (реж. Дмитрий Фролов)
- «Коррупция», (реж. Алексей Поляков)
- «Криминальный квартет», (реж. Александр Муратов)
- «Леди Макбет Мценского уезда», (реж. Роман Балаян)
- «Лошади в океане», (реж. Николай Гусаров)
- «Не сошлись характерами», (реж. Николай Александрович)
- «Нечистая сила», (реж. Эрнест Ясан)
- «Охота на единорога», (реж. Владимир Лаптев)
- «Перед рассветом», (реж. Ярополк Лапшин)
- «Пиры Валтасара, или Ночь со Сталиным», (реж. Юрий Кара)
- «Похищение чародея», (реж. Виктор Кобзев)
- «Прямая трансляция», (реж. Олег Сафаралиев)
- «Псы», (реж. Дмитрий Светозаров)
- «Созвездие Козлотура», (реж. Мартирос Фаносян)
- «Частный детектив, или Операция „Кооперация“», (реж. Леонид Гайдай)
- «Чёрная роза — эмблема печали, красная роза — эмблема любви», (реж. Сергей Соловьёв)
- «Это было у моря», (реж. Аян Шахмалиева)

#### Фильмы совместных производителей

##### Двух киностудий и двух союзных республик
- «Ад, или Досье на самого себя», (реж. Геннадий Беглов) (Ленфильм и ТО Экран)
- «Посвящённый», (реж. Олег Тепцов) (Ленфильм и Троицкий мост)

##### Двух стран
- «Высокая кровь», (реж. Виктор Туров)
- «Груз 300», (реж. Георгий Кузнецов)
- «Дежа вю», (реж. Юлиуш Махульский)
- «Интердевочка», (реж. Пётр Тодоровский)
- «Комедия о Лисистрате», (реж. Валерий Рубинчик)
- «Подземелье ведьм», (реж. Юрий Мороз)
- «Посетитель музея», (реж. Константин Лопушанский)
- «Сталинград», (реж. Юрий Озеров)
- «Филипп Траум», (реж. Игорь Масленников)
- «Светик», (реж. Олег Бондарев)

#### Фильмы УССР
- «Астенический синдром», (реж. Кира Муратова)
- «За прекрасных дам!», (реж. Анатолий Эйрамджан)
- «Искусство жить в Одессе», (реж. Георгий Юнгвальд-Хилькевич)
- «Светлая личность», (реж. Александр Павловский)

## Телесериалы

### Документальные телесериалы
- «Мы» (СССР, Великобритания)

### Игровые телесериалы

#### Латиноамериканские сериалы

##### Венесуэла
- «Реванш»

##### Мексика
- Белое и чёрное
- Дом в конце улицы
- Карусель
- «Моя вторая мама»
- «Просто Мария»

## Лидеры проката
- «Интердевочка» (Мосфильм, режиссёр Пётр Тодоровский) — 44 000 000 зрителей.
- «Игла» (Казахфильм, режиссёр Рашид Нугманов) — 15 500 000 зрителей.
- «Трагедия в стиле рок» (Мосфильм, режиссёр Савва Кулиш) — 15 000 000 зрителей.

## Персоналии

### Родились
- 24 октября — Надя Кунда, марокканская киноактриса.

### Скончались
- 3 января — Робер Тома, французский драматург, актёр, режиссёр.
- 2 февраля — Юрий Богатырёв, советский актёр.
- 22 февраля — Надежда Кошеверова, советский кинорежиссёр.
- 8 марта — Аги Месарош, венгерская актриса театра, кино и телевидения.
- 10 апреля — Николай Гринько, советский актёр.
- 30 апреля — Серджо Леоне, итальянский режиссёр и сценарист.
- 30 июня — Ростислав Плятт, советский актёр.
- 11 июля — Лоренс Оливье, британский актёр.
- 18 августа — Тамара Логинова, советская актриса.
- 4 октября — Грэхэм Чэпмен, британский актёр.
- 6 октября
  - Бетт Дейвис, американская актриса.
  - Жак Дониоль-Валькроз, французский актёр, сценарист и режиссёр.
- 28 октября — Юлия Солнцева, советский кинорежиссёр, актриса.
- 7 декабря — Вадим Спиридонов, советский актёр, Заслуженный артист СССР.
- 16 декабря — Ли Ван Клиф, американский киноактёр.
- 21 декабря — Инма де Сантис (исп. Inma de Santis), испанская актриса.